# Димитър Ганев (актьор, р. 1954)
Вижте пояснителната страница за други личности с името Димитър Ганев.
 За другия актьор със същото име вижте Димитър Ганев (актьор, р. 1967).  
Димитър Костадинов Ганев е български актьор.
Роден е на 13 ноември 1954 година в град София.
Работил в Драматичен театър „Стоян Бъчваров“ Варна и Театър „София“.

## Театрални роли
- „Жестоки игри“ (Алексей Арбузов) – Терентий
- „Дулсинея Тобоска“ (Александър Володин) – Матео

## Филмография
| Година | Филми и Сериали | Роля  |
| ------ | --------------- | ----- |
| 1985   | Памет           | Владо |
| 1981   | Масово чудо     | Кирил |
| 1977   | Авантаж         | Любо  |